# Juan Carlos Martín Ramos
Juan Carlos Martín Ramos (Belmez, Córdoba, España, 1959), escritor español, de formación filológica y con muchos años de experiencia como titiritero. "Titiritaina" fue el nombre de su última compañía, de la que también formaba parte la titiritera Lurdes López.

## Carrera literaria
En 2003 obtuvo el Premio Lazarillo de literatura infantil, por la obra titulada Poemamundi (ilustraciones de Philip Stanton), con poemas de métrica libre o tradicional (pero casi siempre ligera), donde el autor reflexiona sobre el paso del tiempo, la magia de la lectura y las relaciones de nuestra cultura con otras de todo el mundo.
Su poemario anterior, Las palabras que se lleva el viento (ilustraciones de Alicia Cañas), obtuvo el premio Leer es Vivir del año 2002, con textos de métrica algo más tradicional pero una similar búsqueda de sencillez léxica y de planteamientos sugerentes. 
En 2008 publicó Érase una... y otra vez (ilustraciones de Óscar Carballo), un libro de poemas que cuentan cuentos, algunos que no se acaban y otros que añaden un nuevo final o una nueva peripecia a cuentos ya conocidos. 
Canciones y palabras de otro cantar (2009) es un libro donde el autor juega con el recuerdo de algunas canciones infantiles tradicionales y con algunas formas y fórmulas reconocibles (canciones, nanas, diálogos, caligramas...). Un libro, ilustrado por Rebeca Luciani, para jugar a leer. 
La alfombra mágica (2010), ilustrado por Cristina Müller, está dedicado a la imaginación, a la lectura, a la fantasía, a grandes y pequeñas cosas que llenan de magia la vida de las personas. 
En Buzón de voces (2011), con ilustraciones de Juan Vidaurre, recoge la voz o el murmullo de cosas esenciales que rodean nuestra vida: la noche, el tiempo, la naturaleza, la búsqueda de la identidad, la paz, la escuela, los libros, las palabras y, finalmente, la voz del propio lector, tal como es imaginado por el autor. 
En el poemario La jaula de las fieras (2015), con ilustraciones de Susana Rosique, el autor nos presenta una colección de personajes, animales y criaturas de diversa condición, que nos cuentan su pequeña y singular historia, sus deseos y sus sueños. 
En 2015 ha obtenido el VIII Premio Internacional de Poesía para Niños "Ciudad de Orihuela", por su obra Mundinovi (El gran teatrillo del mundo), dividida en tres partes -Diario de un títere, Títeres con cabeza, Títeres a escena-, que constituye un homenaje al mundo de los títeres y a la figura del titiritero. Incluye en la última parte varias breves escenas en verso para ser representadas con títeres. Las ilustraciones del libro son de Federico Delicado. Este libro ha sido galardonado con el Premio Fundación Cuatrogatos 2017.
En 2016 ha publicado Poeta eres tú, con ilustraciones de Mariona Cabassa. En la primera parte,  el autor juega con la idea de que la poesía puede estar presente en cualquier parte y de que cualquiera de nosotros, sea cual sea nuestro oficio o nuestra identidad, puede afrontar y descifrar nuestra realidad más inmediata a través de la poesía. En la segunda parte hace un homenaje a algunos de sus poetas preferidos (Antonio Machado, Juan Ramón Jiménez, Federico García Lorca, Rafael Alberti, Miguel Hernández, Gloria Fuertes...), con la intención de que los jóvenes lectores de hoy sepan que los versos que ahora se escriben nunca se habrían escrito sin el magisterio de los grandes poetas que nos precedieron.`
En 2019 ha obtenido el Premio de Poesía Infantil "Luna de aire", que convoca el CEPLI (Centro de Estudios de Promoción de la Lectura y Literatura Infantil) de la Universidad de Castilla-La Mancha y la Editorial SM, por Muñeca de trapo y otros seres con cabeza y corazón, que, según el acta de la concesión, "se trata de un poemario muy visual y bello desde el primer al último poema, en el que se logra otorgar vida y alma a distintos muñecos relacionados con la infancia y con la literatura. El jurado ha destacado la obra por lo original de su temática y por la asombrosa sensibilidad que transmite en cada uno de sus poemas, considerando que se adaptará perfectamente a los gustos del público infantil". El poemario lo ha publicado la Editorial SM, con ilustraciones de Teresa Fúster.
También en 2019 se ha publicado Versos y viceversos, un poemario del que es coautor junto con Antonio García Teijeiro. El libro, con ilustraciones de Juan Ramón Alonso, ha sido publicado por la Editorial Kalandraka. Los autores trenzan sus pensamientos y emociones en una red de palabras hermanadas por sus lenguas de origen: cada poema lo precede una entradilla poética que alterna el gallego y el castellano, inspirando otros versos en el idioma contrario a modo de réplica literaria. Ese diálogo cultural trasciende a lo íntimo cuando el poeta conversa consigo mismo a través de su cuaderno, invoca recuerdos de infancia, su identidad y sus raíces; pero también es un diálogo que se proyecta más allá de las páginas del libro, interpelando a sus destinatarios. Surge ahí la faceta social de estos “Versos y viceversos” que condenan la guerra y el deterioro del planeta, añoran los cuentos de antaño
o hacen un elogio de la lectura. Tampoco falta la dimensión lúdicaque plantea conquistar el reflejo de la luna en el agua o descifrar una carta en blanco. Porque el clasicismo formal de estos poemas no es uniforme; las estructuras se modernizan y aligeran, conservando la intensidad poética. Porque el clasicismo formal de las ilustraciones figurativas-lápiz de color y suaves acuarelas- contrasta con su calado simbólico. Y ambos elementos, textos e imágenes, son la llave de la memoria. El poemario se ha publicado a la vez en versión gallega (traducido por Antonio García Teijeiro) con el título Versos e viceversos.
Versos para contar estrellas, con ilustraciones de Paula Alenda, ha sido publicado en 2021 por la Editorial Anaya en la colección Sopa de Libros. Se trata de un poemario para jugar con los cinco sentidos, para jugar con los números, con las estaciones, con el paso del tiempo y, sobre todo, para disfrutar de sus versos.
Versos de calendario, con ilustraciones de Teresa Novoa, publicado por la editorial Kalandraka en 2022, es un poemario protagonizado por el paso del tiempo a través de las estaciones, la memoria, lo cotidiano, los libros y la literatura… Versos del día a día para compartir en voz alta en grupo o disfrutar en la intimidad.
La suerte de encontrar una caracola, con ilustraciones de Rosa Ureña Plaza, publicado por Iglú Editorial en 2024. El título procede de una frase de Juan Farias en su libro "Los caminos de la Luna": "Si encuentras una caracola es que has tenido la suerte de encontrarla". En la contraportada del libro se explica el contenido del libro: "Si paseando por la playa tienes la suerte de encontrar una caracola, acércatela al oído. La voz del mar te contará mil historias, te hablará de personajes reales e imaginarios, conversará contigo. Lee este libro como si escucharas una caracola. Todas sus palabras las ha dictado el mar.” Este libro ha sido galardonado con el Premio Fundación Cuatrogatos 2025.

## Obras
- Las palabras que se lleva el viento, 2003 (Premio Leer es vivir 2002)
- Poemamundi, 2004 (Premio Lazarillo 2003)
- Érase una... y otra vez, 2008
- Canciones y palabras de otro cantar, 2009
- La alfombra mágica, 2010
- Buzón de voces, 2011
- La jaula de las fieras, 2015
- Mundinovi (El gran teatrillo del mundo), 2016 (Premio Internacional de Poesía para Niños Ciudad de Orihuela 2015)(Premio Fundación Cuatrogatos 2017)
- Poeta eres tú, 2016
- Versos y viceversos, 2019
- Muñeca de trapo y otros seres con cabeza y corazón, 2019 (Premio de Poesía Infantil Luna de aire 2019)
- Versos para contar estrellas, 2021
- Versos de calendario, 2022
- La suerte de encontrar una caracola, 2024 (Premio Fundación Cuatrogatos 2025)

- Datos: Q5948425